# نظامیه
نظامیه نام مدارسی است که در زمان سلجوقیان در دوران طلایی اسلام برای آموزش علوم و فنون روز در شهرهای بزرگ آن دوره یعنی نه شهر نیشابور، بغداد، قاهره، موصل، اصفهان، آمل، مرو، بلخ و هرات تأسیس شد. برخی کارشناسان و صاحب‌نظران، نظامیه ها را اولین سیستم غیرمتمرکز آموزش عالی در سرزمین ایران می دانند که پس از مکتب یا مکتب‌خانه ها افراد دانا گزینش شده و قبول می شدند تا چندین سال ادامه تحصیل عالی دهند.
اولین مدارس از این دست به همت وزیر برجستهٔ آلب ارسلان سلجوقی، خواجه نظام الملک توسی تأسیس گردیدند. به همین خاطر به این مدارس نام نظامیه دادند.
کلمهٔ نظامیه به همین معنا در این بیت از سعدی* نیز به کار رفته‌است. تأسیس مدارس نظامیه آغاز نهضتی چشم گیر در گسترش دامنه مدارس اسلامی گردید و بسیاری از بزرگان علمی و سیاسی را بر آن داشت که به تاسی از روش خواجه نظام الملک به تأسیس مراکزی از این نوع مبادرت ورزند، چنان‌که فاصله نیمه دوم قرن پنجم تا حمله مغول در نیمه دوم قرن هفتم در تاریخ علم به وفور مدارس ممتاز و مشهور گردیده‌است. در مدارس نظامیه به مدرسان، مدیران و کارکنان نظامیه‌ها، حقوق پرداخت می‌شد. این مدارس مقررات خاصی داشتند و استادان و شاگردان با دقت خاصی گزینش می‌شدند و رقابت شدیدی برای رسیدن به مقام استادی در این مدارس وجود داشت.

## مدرسه نظامیه بغداد
مدرسه نظامیه در بغداد توسط «خواجه نظام الملک» بنیان نهاده شد. نظامیه همچنان تحت تأثیر آرای افرادی همچون امام محمد غزالی است. آموزش در نظامیه، تعالیم اشاعره بود.
نظامیه یکی از معروف‌ترین مدارس بغداد بود که حجرههایی به سکونت طلاب افراشته داشت. این مدرسه به تدریس مذهب شافعی می‌پرداخت. شایع است که خلیفه به شکایت بعضی از مخالفان این مدرسه را مدتی بسته‌است.

### مدرسان و شاگردان معروف
- سعدی
- ابوالنجیب سهروردی
- ابن جوزی
- ابواسحاق شیرازی
- محمد غزالی
- قطب‌الدین شیرازی
- ابوعامر فضل بن اسماعیل تمیمی جرجانی
- یوسف همدانی
- ابن هیثم
- ابن حوقل

## اداره
. این مدارس با نظامات خاصی که خواجه نظام الملک در وقف نامه تعیین کرده بود اداره می‌شد و استادان آن باید از اعلم و افقه دانشمندان عصر انتخاب می‌شدند که حسن رفتار و کردار سرلوحه اعمال آن‌ها باشد. امور نظامیه بعد از نظام‌الملک به دست پسرش و بعدها به دست حکام و پادشاهان بعدی اداره می‌شد.